# Lauren Price
Lauren Louise Price, MBE (* 25. Juni 1994 in Caerphilly, Wales) ist eine walisische Boxerin und aktuelle IBO-, WBA-, IBF und WBC-Weltmeisterin im Weltergewicht. Bei den Amateuren war sie unter anderem 2019 Weltmeisterin und 2021 Olympiasiegerin im Mittelgewicht. 

## Amateurkarriere
Lauren Price begann 2010 mit dem Boxsport. Sie trainierte im Boxclub Pontypool und wurde unter anderem von Lyndon James, Mark Jones und Tony Borg betreut. Bereits 2011 gewann sie eine Bronzemedaille im Weltergewicht bei den Jugend-Weltmeisterschaften in der Türkei und erreichte 2012 einen 6. Platz bei den Jugend-Europameisterschaften in Polen.
2011 hatte sie zudem bereits bei der Europameisterschaft der Erwachsenen in den Niederlanden teilgenommen und eine Bronzemedaille im Weltergewicht erkämpft, nachdem sie erst im Halbfinale gegen Marija Badulina unterlegen war. Bei den Weltmeisterschaften 2012 in China verlor sie im Achtelfinale gegen Irina Potejewa und erreichte Platz 11.
Die Commonwealth Games 2014 in Schottland beendete sie mit dem Gewinn einer Bronzemedaille im Mittelgewicht, nachdem sie erst im Halbfinale mit 1:2 gegen Ariane Fortin ausgeschieden war. Zudem verlor sie im Achtelfinale der Weltmeisterschaft 2014 in Südkorea mit 1:2 gegen Atheyna Bylon.
2015 gewann sie im Weltergewicht jeweils die britischen Meisterschaften in England und den Queen’s Cup in Deutschland. Im Folgejahr ging sie im Mittelgewicht an den Start und verlor im Finale der britischen Meisterschaft in Schottland gegen Natasha Gale, besiegte diese jedoch im Finale des Queen’s Cup in Deutschland. Bei den Europameisterschaften 2016 in Bulgarien verlor sie im Halbfinale des Mittelgewichts wieder gegen Natasha Gale und gewann damit Bronze.
2017 gewann sie im Weltergewicht die britische Meisterschaft in England, verlor aber im Viertelfinale der EU-Meisterschaften in Italien knapp mit 2:3 gegen Grainne Walsh.
2018 wurde ihr bis dahin erfolgreichstes Jahr. Zuerst gewann sie im April die Goldmedaille bei den Commonwealth Games in Australien, wobei sie Goramane Rady, Tammara Thibeault und Caitlin Parker besiegen konnte. Im Juni folgte der Gewinn einer Bronzemedaille bei den Europameisterschaften in Bulgarien, nachdem sie erst im Halbfinale gegen Maria Borutsa ausgeschieden war. Die Weltmeisterschaft 2018 in Indien beendete sie im November ebenfalls mit einer Bronzemedaille. Nach Siegen gegen Aoife Burke und Elżbieta Wójcik, schied sie im Halbfinale knapp mit 2:3 gegen Nouchka Fontijn aus. Alle drei Erfolge erzielte sie im Mittelgewicht. Für diese Erfolge wurde sie zu Großbritanniens Amateurboxerin des Jahres gewählt.
Im April 2019 gewann sie den Cologne Boxing World Cup in Deutschland. Sie besiegte dabei Irina Schönberger und Sarah Scheurich. Auch die Europaspiele 2019 in Belarus beendete sie mit dem Gewinn der Goldmedaille, nachdem sie Aoife O’Rourke, Darima Sandakova und Nouchka Fontijn besiegt hatte. Nachdem sie bei den Europameisterschaften 2019 nicht teilgenommen hatte, startete sie noch bei den Weltmeisterschaften 2019 in Russland und gewann die Goldmedaille. Sie besiegte dabei im Finale knapp Nouchka Fontijn.
Im Juni 2021 gewann sie die europäische Olympiaqualifikation in Paris. Bei den 2021 in Tokio ausgetragenen Olympischen Spielen siegte sie gegen Munkhbat Myagmarjargal, Atheyna Bylon, Nouchka Fontijn und Li Qian, wodurch sie Olympiasiegerin wurde.

## Profikarriere
Price unterzeichnete im April 2022, zusammen mit ihrer Partnerin Karriss Artingstall, einen Profivertrag beim britischen Promoter Benjamin Shalom (BOXXER) und gewann ihr Debüt im Juni 2022.
Am 6. Mai 2023 gewann sie den Britischen Meistertitel (BBBofC) im Weltergewicht und konnte am 11. Mai 2024 die IBO- und WBA-Weltmeistertitel im Weltergewicht erkämpfen, nachdem sie die US-Amerikanerin Jessica McCaskill besiegt hatte.
Am 7. März 2025 vereinte sie ihre WM-Titel mit den WM-Gürteln der IBF und WBC, nachdem sie einstimmig gegen Natasha Jonas gewonnen hatte.